# Средњошколски мјузикл 3: Матуранти
Средњошколски мјузикл 3: Матуранти (енгл. High School Musical 3: Senior Year) амерички је филм из 2008. године, који је написао Питер Барсокини и режирао Кени Ортега. Представља последњи део у франшизи Средњошколски мјузикл.
Средњошколски мјузикл: Матуранти прати шест пријатеља: Троја Болтона, Габријелу Монтез, Шарпеј Еванс и њеног брта близанца Рајана, Чеда Денфорта и Тејлор Макејси, који су у последњој години средње школе и суочавају се са застрашујућом перспективом да буду одвојени док одлазе на колеџ. Придруживши се осталим својим колегама из Ист хај вајлдкетс, они глуме у свом последњем пролећном мјузиклу, одражавајући њихова искуства, наде и страхове о будућности.
Средњошколски мјузикл 3: Матуранти премијерно је приказан у Лондону 17. октобра 2008. године и био је приказан у биоскопима 24. октобра 2008. године у Сједињеним Америчким Државама. Након изласка, филм је добио генерално позитивне критике критичара, који су га оценили као побољшање у односу на претходна два дела. Филм је такође доживео комерцијални успех, пошто је у прва три дана изласка у свету зарадио преко 90 милиона долара широм света, постављајући нови рекорд за највећу зараду првог викенд за мјузикл. Филм је зарадио 252 милиона долара широм света, што га је учинило филмом који је остваривао највећу добит. У међувремену, саундтрек је такође доживео успех, јер се нашао на броју два у Сједињеним Америчким Државама.
Пропраћен је спин-оф филмом, Шарпејине фантастичне авантуре, који је изашао као DVD и на телевизији.

## Синопсис
Трој и екипа Ист хаја пролазе кроз своју завршну годину, суочавајући се са дипломирањем и одлазећи на различите путеве. Суочавајући се са стварношћу свега, Трој жели да упише оближњи Универзитет Албукерк следеће године на стипендији за кошарку, али Габријела жели да похађа Универзитет у Станфорду у Калифорнији. У међувремену, Шарпеј, школска плитка и размажена богаташица, планира да завршни мјузикл у школи са идејом да дода музику у њене наде и страхове о будућности. Док Шарпеј узима за асистента британског студента на размени, њен брат близанац, Рајан, има своје знаменитости у школи. Поред тога, Тројев најбољи пријатељ и кошаркашки репрезентативац Чед и најбоља пријатељица Габријеле, Тејлор, имају своје планове након завршетка средње школе и схватају реалност стварног света.

## Улоге
| Глумац        | Улога            |
| ------------- | ---------------- |
| Зак Ефрон     | Трој Болтон      |
| Ванеса Хаџенс | Габријела Монтез |
| Ешли Тисдејл  | Шарпеј Еванс     |
| Лукас Грејбил | Рајан Еванс      |
| Корбин Блу    | Чед Денфорт      |
| Моник Колман  | Тејлор Макејси   |